# Астраханский сельский совет (Запорожская область)
Астраханский сельский совет — административно-территориальная единица Мелитопольского района Запорожской области Украины.
Административный центр сельского совета находится в селе Астраханке.
Все 4 села, подчинённые сельсовету, лежат на реке Арабке бассейна Молочной реки.

## Сёла Астраханского сельсовета
| № п/п | Название   | Население, чел. | Территория, кв.км | Плотность населения, чел./кв.км |
| ----- | ---------- | --------------- | ----------------- | ------------------------------- |
| 1.    | Астраханка | 1223            | 6.3               | 194                             |
| 2.    | Свободное  | 262             | 1.231             | 213                             |
| 3.    | Борисовка  | 179             | 1.05              | 170                             |
| 4.    | Арабка     | 99              | 0.455             | 218                             |

## История
Сельсовет был образован в 1922 году..
В советские годы земли сельсовета входили в состав совхоза им. Горького, который выращивал зерновые культуры, занимался мясо-молочным животноводством и садоводством.